# 한상진 (희극인)
한상진(본명 : 한상용)은 대한민국의 희극 배우이자 탤런트이다.

## 출연작

### 방송
- 《안녕 프란체스카》 (MBC)
- 《전설의 고향》 (KBS)
- 《추노》 (KBS)
- 《수상한 가족》 (MBN)

### 공연
- 《심형래 유랑극단》 장군 역
- 《심형래쇼》 장군 역